# Pumwaree Yodkamol
Pumwaree Yodkamol (9 de fevereiro de 1982), é uma atriz tailandesa conhecida por participar dos filmes: Ong Bak e Tom yum goong.

## Filmografía
- Ong Bak (2003)
- Bodyguard (2004)
- Tom yum goong (2005)